# Zinkwitstaking
De Zinkwitstaking van 1929 was een staking van arbeiders van de Maastrichtsche Zinkwit Maatschappij in de Nederlandse stad Maastricht, waarbij twee doden vielen door politiegeweld. De staking wordt gezien als het hoogtepunt in de strijd tussen de katholieke en socialistische vakbeweging in Maastricht.

## Geschiedenis
De Maastrichtsche Zinkwit Maatschappij ("de Zinkwit") was een zinkwit producerende fabriek, die vanaf 1880 gevestigd was aan de Franciscus Romanusweg / Nieuweweg, ten noorden van het stadsdeel Wyck. Van 1915-1940 werd het bedrijf op paternalistische wijze geleid door de Belg Fernand Pisart. Zijn autoritaire bewind leidde in het najaar van 1919 tot een eerste staking bij de fabriek, waarbij katholieke en socialistische werknemers gezamenlijk optrokken en hun eisen gedeeltelijk ingewilligd zagen.

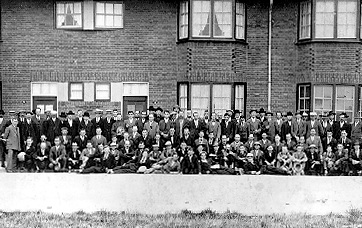
Zinkwitstakers (Franciscus Romanusweg)

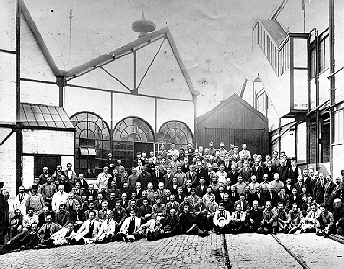
Werkwilligen op het fabrieksterrein

In de zomer van 1929 werden zes arbeiders van de nachtploeg van de Zinkwit ontslagen, omdat ze te vroeg zouden zijn opgehouden met werken. Toen op 21 juli het ontslag bekend werd, gingen collega's spontaan in staking. Ze eisten onder andere hoger loon en het recht zich aan te sluiten bij een vakbond. Nadat de directie van het bedrijf de Rooms-katholieke bond Sint Willibrordus hadden erkend, hervatten de meeste katholieke arbeiders (de "blauwen") het werk op 2 augustus. Anderen, leden of sympathisanten van de socialistische bond (de "roden"), besloten verder te staken. De werkwilligen werden bedreigd en werden daarop in de fabriek ondergebracht, waar op drie opeenvolgende zondagen de mis voor hen gelezen werd.
Vanaf half september ontstonden er rellen in de stad, die op 16 oktober escaleerden. Bij een demonstratie raakte een lid van de marechaussee in paniek en begon op de menigte te schieten. Twee personen kwamen daarbij om het leven: de 32-jarige arbeider Hubert Beckers (die toevallig in de buurt was) en de 35-jarige Matthias Houben, agent bij de gemeentepolitie (die in burger gekleed was). Nog diezelfde avond werd de stakingsleider, Caspar Pieters, wegens opruiing gearresteerd. Na zijn vrijlating een week later vertrok hij naar Amsterdam om niet meer terug te keren naar Maastricht. De begrafenis van Beckers op 22 oktober werd door een grote menigte bijgewoond en liep uit op een grootse manifestatie, waarop onder anderen Willem Vliegen, bestuurder van de SDAP, het woord voerde.
De staking werd voortgezet tot 14 november. Hoewel het weekloon op de lithopoonafdeling met ƒ 1,80 werd verhoogd, beschouwde de socialistische vakbond de staking als verloren, vooral door het snel overstag gaan van de katholieke bond.

## Herdenkingen
De Zinkwitstaking van 1929, die in de arbeidersstad Maastricht in het algemeen op sympathie kon rekenen, liet een diepe indruk achter. In 1979 werd herdacht dat de staking 50 jaar eerder had plaatsgevonden. In het Stadsarchief Maastricht vond een tentoonstelling plaats en er verscheen een herdenkingsboek getiteld De zinkwitstaking 1929: Leven en strijd van de arbeiders/sters in het Maastricht van de jaren twintig. De kunstenaar Gèr Boosten maakte enkele affiches voor een herdenkingsbijeenkomst in Lumière Cinema.
In 2009 bracht het platform voor lokale historie Zicht op Maastricht dit schietincident opnieuw onder de aandacht. Op 12 juli lagen twee 'lichamen' (acteurs) op de kruising Statensingel en Frontensingel, op de plek waar in 1929 de twee doden vielen. Gedurende die maand werd de plek van het schietincident met witte lijnen op de grond gemarkeerd.